# Galerie der Phantasten

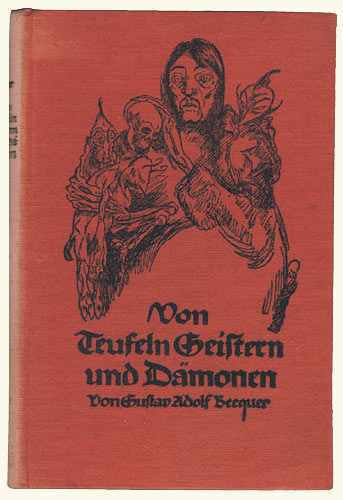
Band 8 aus der Galerie der Phantasten von Hanns Heinz Ewers, 1922. Illustriert von Paul Haase

Die Galerie der Phantasten war eine Buchreihe des Münchener Georg Müller Verlages, die zwischen 1914 und 1922 von Hanns Heinz Ewers herausgegeben wurde.
Sie erschien sowohl in einfachen wie bibliophilen Ausgaben und präsentierte einen Querschnitt phantastischer Literatur in acht Bänden, die mit Illustrationen bedeutender zeitgenössischer Grafiker versehen waren und viele Auflagen erlebten. Zu ihnen gehörten Ernst Stern und Paul Haase, Richard Teschner und Alfred Kubin, dessen Roman Die andere Seite mit eigenen Illustrationen hier ebenfalls veröffentlicht wurde.
Neben Autoren wie Oskar Panizza und Karl Hans Strobl waren auch Edgar Allan Poe und Honoré de Balzac vertreten, dessen Frühwerk Einflüsse der englischen Schauerliteratur und E. T. A. Hoffmanns erkennen lässt, des einflussreichsten deutschsprachigen Erzählers dieses Genres.
Ewers, dessen Werk von zahlreichen Dekadenzmotiven durchzogen ist und der 1932 den Roman Horst Wessel. Ein deutsches Schicksal schrieb, präsentierte mit dem Band Mein Begräbnis eine Sammlung mit eigenen Erzählungen.

## Überblick
| Autor                  | Titel                             | Einleitung              | Illustrator      | Erscheinungsjahr |
| ---------------------- | --------------------------------- | ----------------------- | ---------------- | ---------------- |
| E. T. A. Hoffmann      | Phantastische Geschichten         | Ferruccio Busoni        | Ernst Stern      | o. J. [1914]     |
| Edgar Allan Poe        | Das Nebelmeer                     | Hanns Heinz Ewers       | Alfred Kubin     | 1914             |
| Oskar Panizza          | Visionen der Dämmerung            | Hannes Rauch            | Paul Haase       | 1917             |
| Karl Hans Strobl       | Lemuria. Seltsame Geschichten     | Leonhard Adelt          | Richard Teschner | 1917             |
| Alfred Kubin           | Die andere Seite                  |                         | Alfred Kubin     | 1917             |
| Hans Heinz Ewers       | Mein Begräbnis                    | Stanisław Przybyszewski | Fritz Schimmbeck | 1917             |
| Honoré de Balzac       | Mystische Geschichten             | Georg Goyert            | Alfred Kubin     | 1920             |
| Gustavo Adolfo Bécquer | Von Teufeln, Geistern und Dämonen | Hans Krüger-Welf        | Paul Haase       | 1922             |